# Urban Discipline
Urban Discipline è il secondo album in studio del gruppo musicale statunitense Biohazard, pubblicato nel 1992.

## Tracce
1. Chamber Spins Three – 3:41
2. Punishment – 4:44
3. Shades Of Grey – 3:27
4. Business – 4:04
5. Black And White And Red All Over – 4:04
6. Man With A Promise – 3:20
7. Disease – 4:01
8. Urban Discipline – 5:34
9. Loss – 5:20
10. Wrong Side Of The Tracks – 3:37
11. Mistaken Identity – 4:32
12. We're Only Gonna Die (From Our Own Arrogance) (cover dei Bad Religion) – 2:19
13. Tears Of Blood – 4:52
14. Hold My Own – 2:51

Nel 2000 è stata pubblicata una versione rimasterizzata di quest'album, contenente altri 4 pezzi:
1. Business (Demo) - 4:23
2. Urban Discipline (Demo) - 5:32
3. Loss (Demo) - 4:39
4. Black And White And Red All Over (Demo) - 4:00

## Formazione
- Evan Seinfeld - voce, basso
- Billy Graziadei - voce, chitarra
- Bobby Hambel - chitarra
- Danny Schuler - batteria